# Екарцау
Екарцау (нім. Eckartsau) — ринкове містечко з 1341 жителем (на 1 січня 2023) в окрузі Гензерндорф у Нижній Австрії.

## Географія
Екарцау розташований у південній частині Мархфельда в Нижній Австрії, на краю національного парку Донау-Ауен у Вайнфіртелі. Площа торгового містечка займає 48,97 квадратних кілометрів. Вкрито лісом 24,53 відсотка території.

## Конгрегаційна структура
|  |

Муніципальна територія включає наступні п'ять населених пунктів (кількість жителів у дужках станом на 1 січень 2023):
- Екарцау (470),[4]
- Копфстеттен (229),[4]
- Пфрама (319),[4]
- Ваграм на Дунаї (164),
- Вітцельсдорф (159),[4].

Раніше самостійні місцевості були на 1. січня 1971 року об'єднані в муніципалітет Екарцау.

## Історія
Близько 1180 року місцевість називається Еккарцовве.
Сучасна велика громада Екарцау була створена в 1971 році з двох ринкових громад Екарцау та Вітцельсдорф і трьох сільських громад Копфштеттен, Пфрама та Ваграм на Дунаї. Ваграм-на-Дунаї, раніше хорватський Ваграм на відміну від німецького Ваграм, був створений хорватським поселенням після турецького вторгнення 1529 року. Місце паломництва Копфштеттен вперше згадується в 1233 році як Хопштеттен. Пфрама вперше згадується в документі як Фрухманаха в 1025 році, що робить його одним із найстаріших міст у Марчфельді. Вітцельсдорф, ймовірно, вже був відомий як Візілінесдорф близько 1083 року.
Від Марчеггер Остбан, сьогодні, як і в минулому, частини одного із залізничних сполучень Відень – Пресбург, гілка відгалужувалася на станції Зібенбрунн – Леопольдсдорф до Енгельгартштеттен, яка мала станцію в Копфстеттен. Звідси імператор Карл I, прямуючи із замку Екарцау, у березні 1919 року вирушив із колишнім куком. Хофсалон переїжджає у вигнання до Швейцарії.

## Культура і пам'ятки

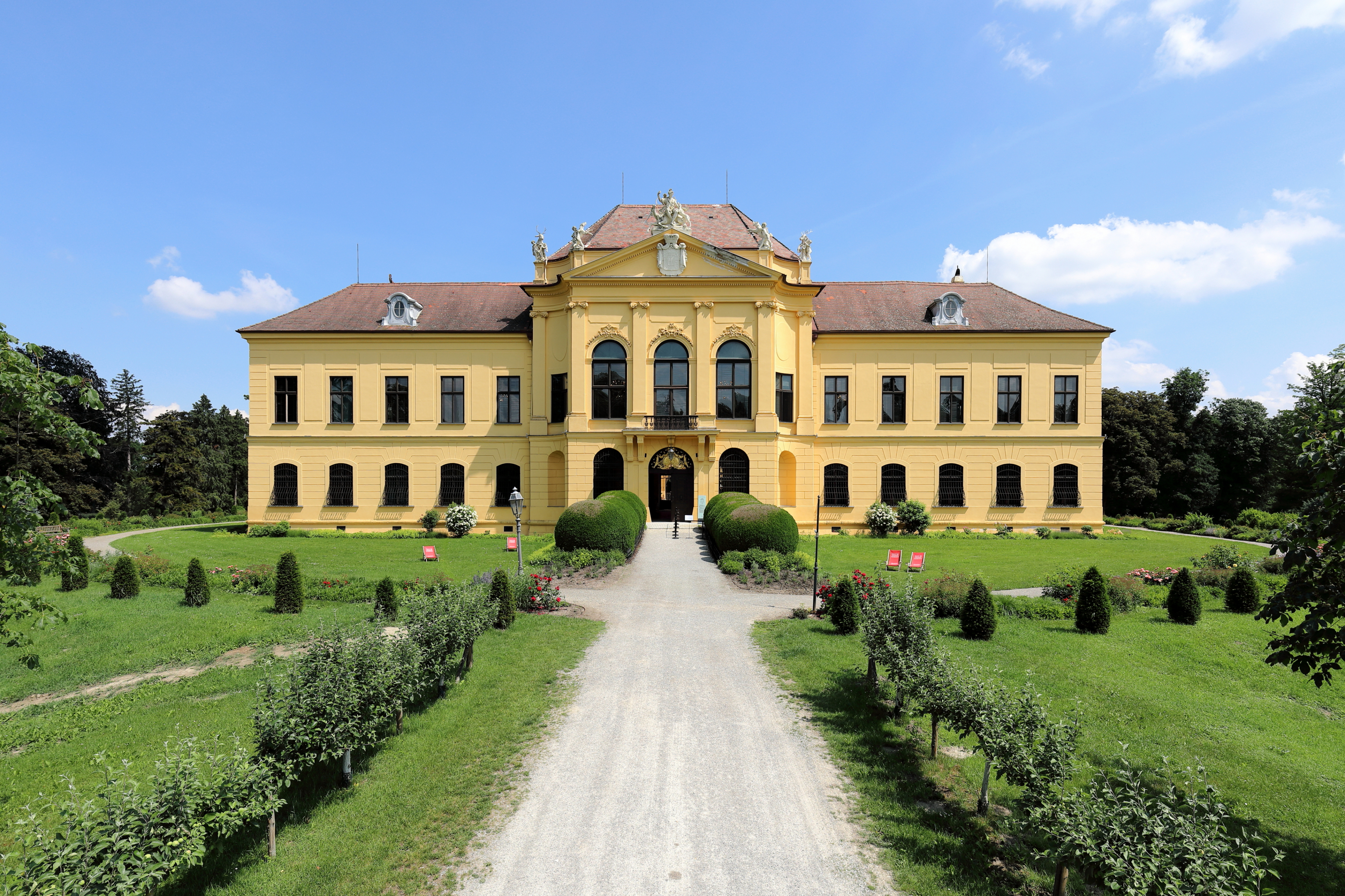
Замок Екарцау
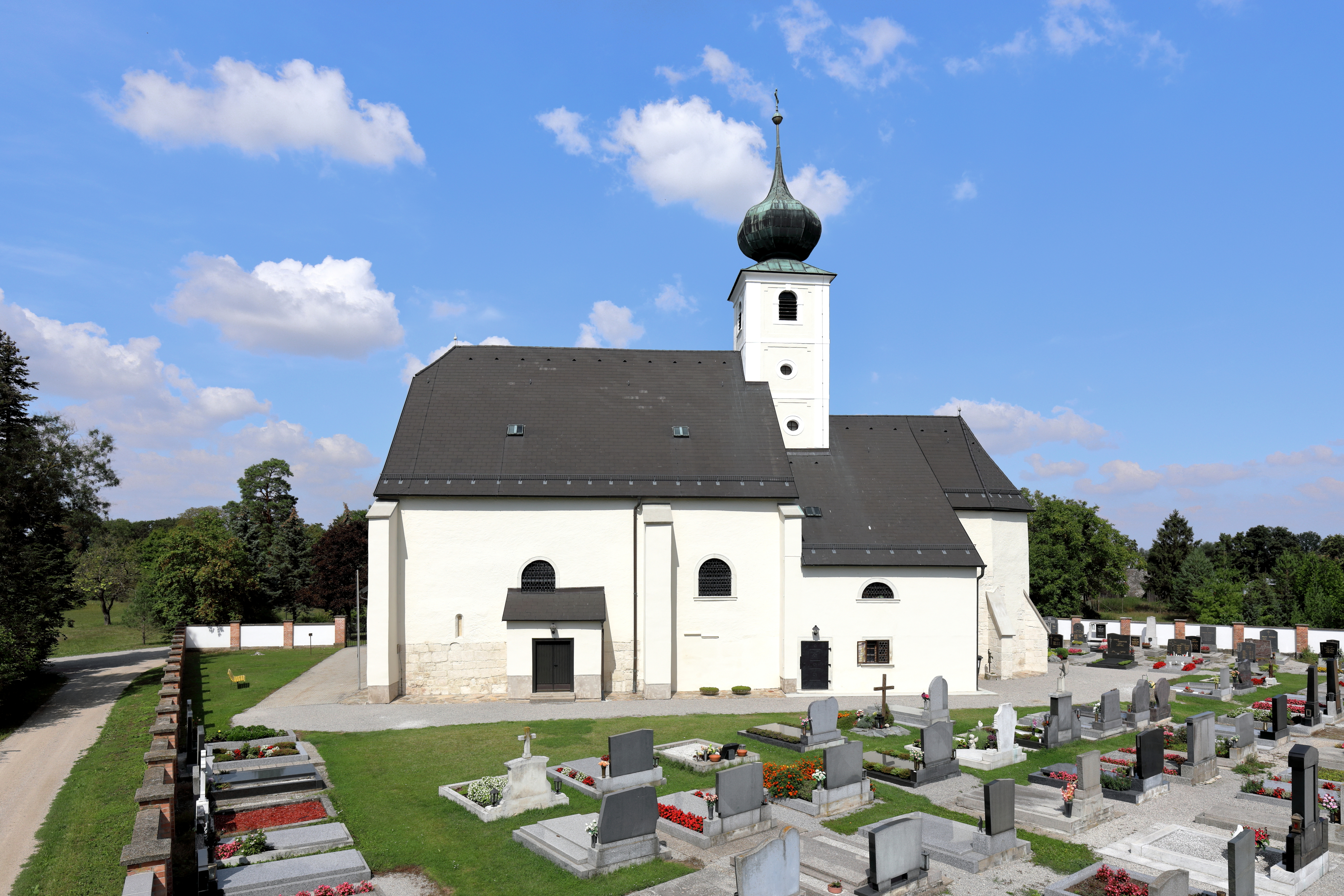
Парафіяльна церква Екарцау
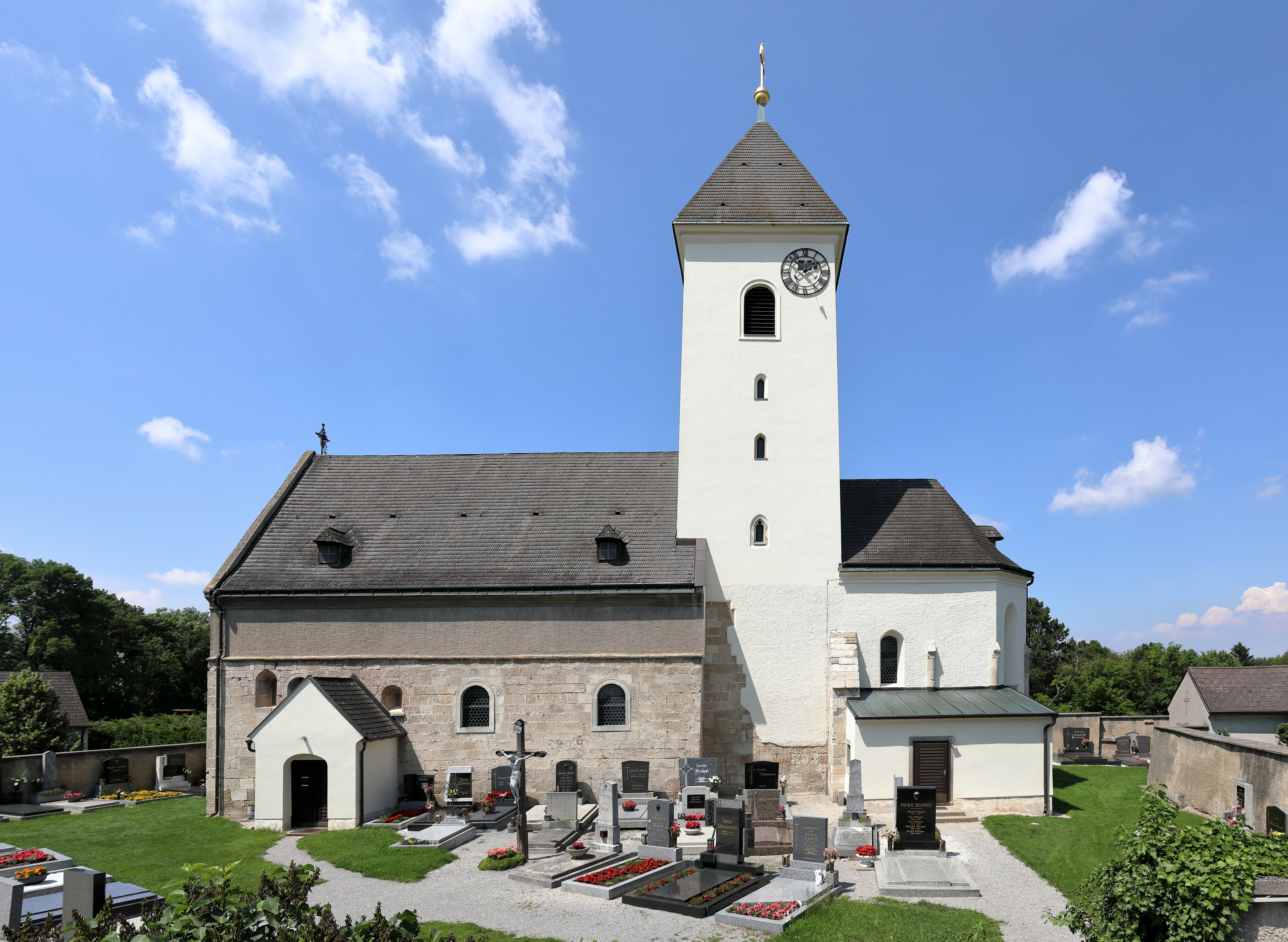
Вітцельсдорфська парафіяльна церква
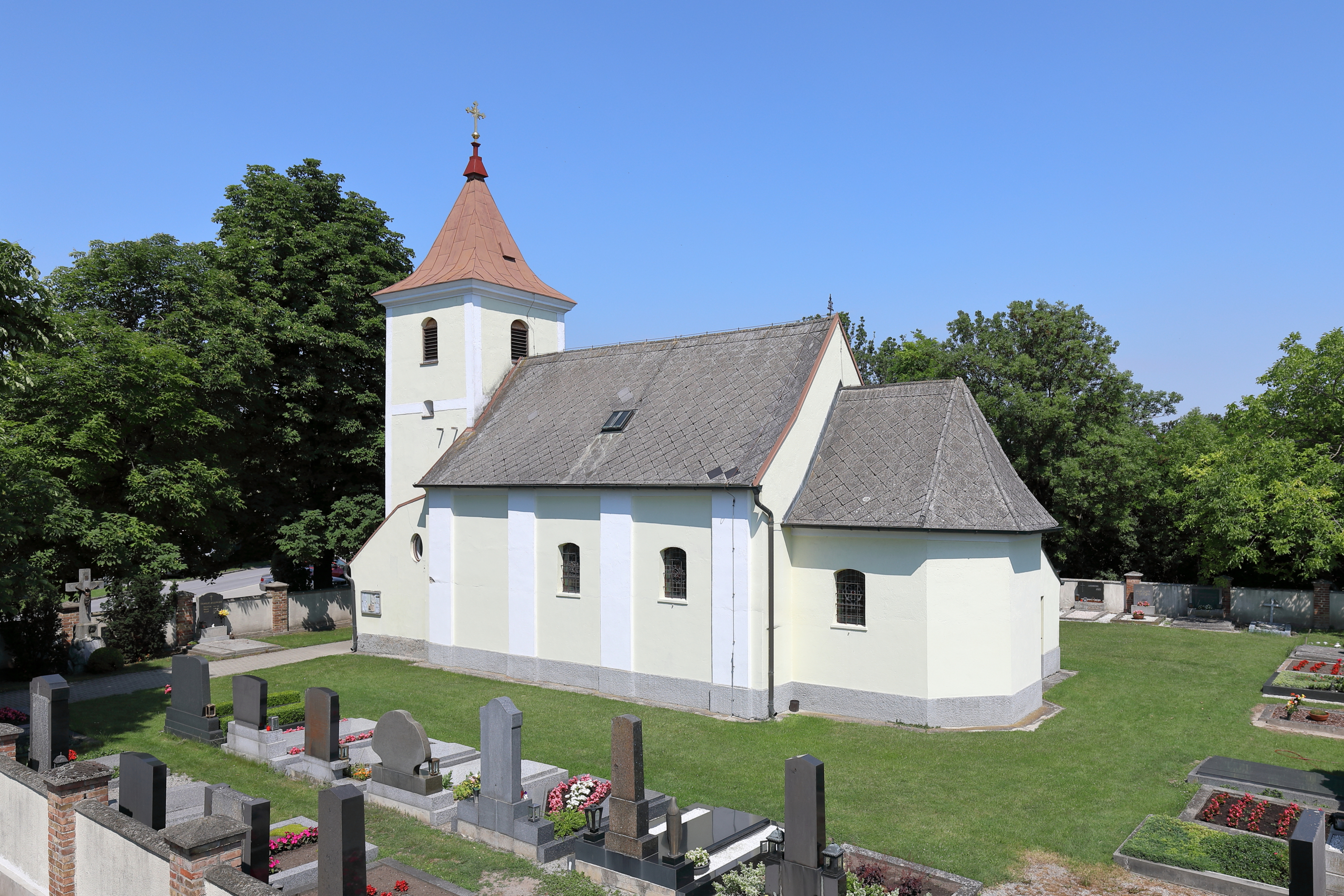
Філіальна церква Ваграм на Дунаї